# Canosa di Puglia
Canosa di Puglia(llatí Canusium o Canisium) és un municipi italià, situat a la regió de la Pulla i a la província de Barletta-Andria-Trani. L'any 2001 tenia 31.445 habitants. Es troba a la riba dreta del riu Ofanto (antic Aufidus) a uns 25 km de la seva desembocadura. Està situada entre Benevent i Bríndisi. Té una antiga catedral del segle xi, i restes romanes (muralles, aqüeducte, amfiteatre, arc de Trajà...). La seva població volta els 35.000 habitants.
La seva fundació s'atribueix, segons la llegenda, a Diomedes. Se suposa que va ser una colònia dels grecs però va passar a Roma el 318 aC durant la guerra samnita, quan la ciutat, després de veure devastat el seu territori, es va sotmetre al cònsol Luci Plauci Vennó. La ciutat fou lleial a Roma i va mantenir la fidelitat durant la Segona Guerra Púnica. Després de la batalla de Cannes el 216 aC els romans que van sobreviure es van refugiar a la ciutat. Hanníbal no la va poder ocupar. Però a la guerra social la ciutat es va revoltar com la resta de la Pulla, i durant la segona campanya (89 aC) fou assetjada sense èxit pel pretor romà Gai Cosconi, que va saquejar el territori. El 83 aC va ser l'escenari d'una gran batalla entre Sul·la i Norbà, i aquest darrer va ser derrotat i va haver d'evacuar la Pulla cap a Càpua. Després d'això va entrar en decadència però va mantenir el seu rang municipal i sota l'Imperi era l'única ciutat de la Pulla junt amb les colònies de Lucèria i Venúsia que va restar important. Sota Marc Aureli va rebre una colònia romana i una inscripció l'esmenta com "Colònia Aurèlia Augusta Pia"; consten els noms complets dels senadors municipals o decurions de la colònia amb els seus rangs. Un aqüeducte construït per Herodes Àtic proveïa d'aigua a la ciutat (encara es poden veure les restes de l'aqüeducte).
Encara tenia certa importància quan els llombards la van saquejar i més tard els sarraïns. Sota domini romà d'Orient era la seu d'un arquebisbat. Els normands la van restaurar. Al segle xi es va construir la catedral que té adossat un mausoleu de marbre de Bohemon.
La plana en la qual està situada la ciutat va ser el teatre de la batalla de Cannes el 216 aC i era coneguda com a Campus Diomedis però era un nom poètic mes que el nom real.